# Gotthelf Greiner
Johann Gotthelf Greiner (* 22. Februar 1732 in Alsbach; † 12. August 1797 in Limbach) war ein deutscher Glasmacher und Begründer der Porzellanfabrikation in Thüringen. Johann Gotthelf Greiner gilt ebenso wie beispielsweise Georg Heinrich Macheleid als einer der Nacherfinder des Porzellans. Er entstammte einer alteingesessenen thüringischen Glasmacherfamilie und war ein Nachkomme des als „Schwabenhans“ bekannten Hans Greiner.

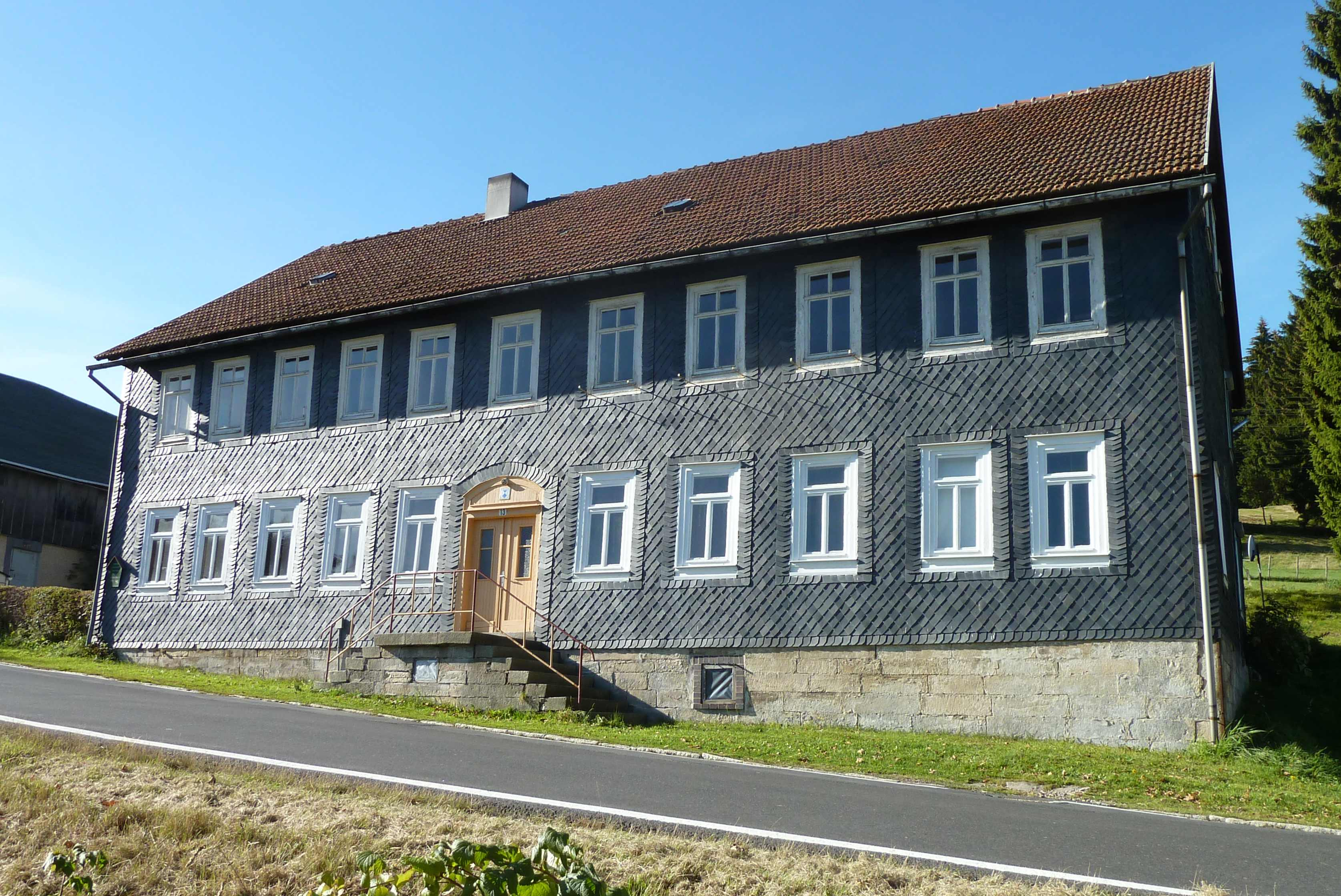
Geburtshaus in Alsbach

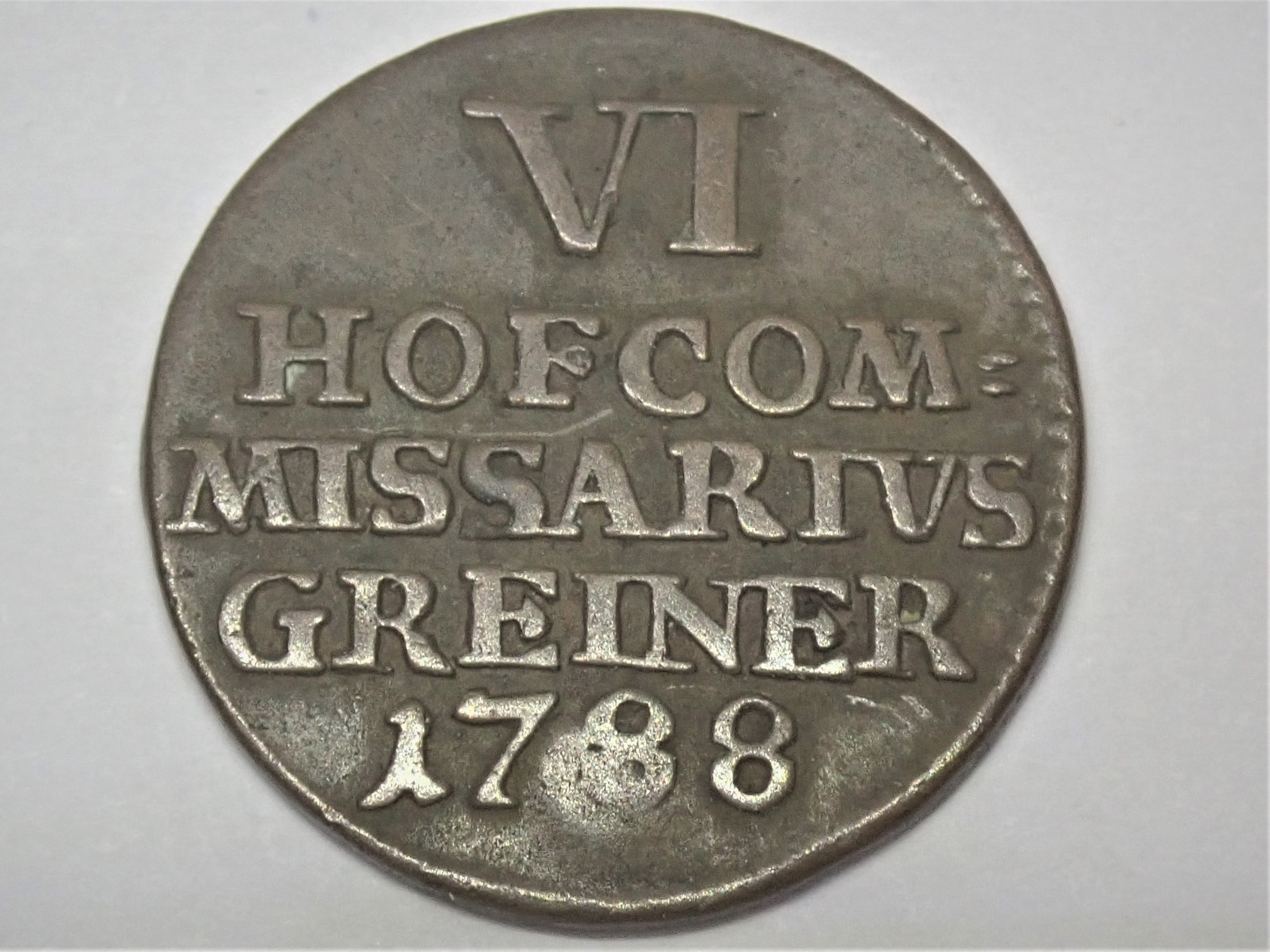
Wertmarke Greiners im Trucksystem, Wertseite

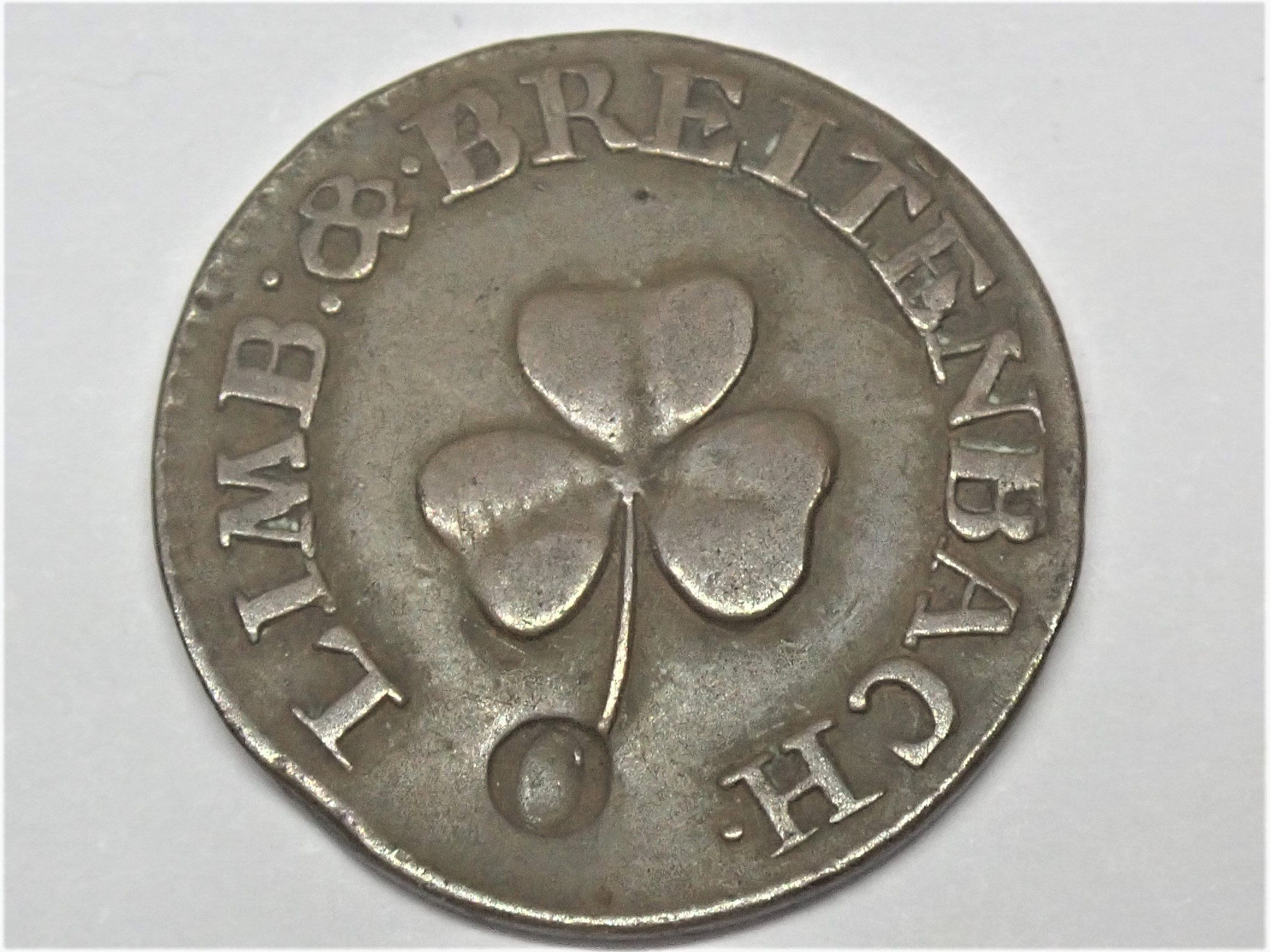
Rückseite der Wertmarke von 1788

## Lebenswerk
Johann Gotthelf Greiner gelang es, gemeinsam mit seinem Vetter und späteren Schwager Johann Gottfried Greiner sowie dem Coburger Töpfermeister Johann Georg Dümmler nach jahrelanger Forschungsarbeit Anfang August 1761 echtes Porzellan mit einer zufriedenstellenden Glasur herzustellen. Diese Nacherfindung war unabhängig von den Leistungen Johann Friedrich Böttgers und von Ehrenfried Walther von Tschirnhaus in Meißen, auch hatte das von Johann Gotthelf Greiner hergestellte Porzellan eine etwas abgewandelte chemische Zusammensetzung.
Durch seine unternehmerischen Aktivitäten wurden die Grundlagen der thüringischen Porzellanfabrikation geschaffen. So ist sein Wirken und das seiner Söhne verknüpft mit der Gründung nachstehender Porzellanmanufakturen:
- 1751: Porzellanmanufaktur in Limbach
- 1760: Porzellanwerk Kloster Veilsdorf in Veilsdorf
- 1764: Wallendorfer Porzellan in Wallendorf
- 1772: Gründung der späteren Porzellan-Fabrik Limbach A.G.[1]
- 1777: Graf von Henneberg Porzellan in Ilmenau
- 1779: Porzellanherstellung in Großbreitenbach
- 1783: Porzellanfabrik Rauenstein in Rauenstein

Um seine Wertschöpfung zu Lasten seiner Beschäftigten zu erhöhen, zahlte er die Löhne zumindest teilweise im Trucksystem, so dass nur in Läden gekauft werden konnte, die seine Wertmarken akzeptierten.

## Schriften
- Gottfelf Greiner: Laufende Preisse der Fürtsl. Sachsen-Weimar Porzellan-Fabrick in Illmenau in courranten Waaren, Weimar: Ettinger, (1787)